# Pavé d’Artres à Quérénaing
Der Sektor Pavé d'Artres à Quérénaing ist ein 1300 Meter langer mit Kopfsteinen gepflasterter Weg, welcher bei Paris–Roubaix von Artres in Richtung Quérénaing befahren wird.

## Charakteristik
Der Sektor Pavé d'Artres à Quérénaing ist mit der Schwierigkeitsstufe von 2 Sternen ausgezeichnet. Er beginnt auf der D59 am Ortsausgang von Artres nach dem Bahnübergang. Er steigt bis zur Mitte des Sektors, markiert durch die Kreuzung mit Chemin du Cateau (ehemals Route de Valenciennes), leicht an und fällt dann mit geringer Steigung bis zum Ortsschild Quérénaing wieder ab. Gemeinsam mit dem Sektor Pavé de Quérénaing à Maing können 3800 Meter Kopfsteinpflaster auf knapp 4500 Meter Distanz absolviert werden. Ende 2021 wurde das Kopfsteinpflaster des Sektors durch das Département du Nord restauriert.

## Geschichte
Der Sektor wurde 2005 das erste Mal befahren und ein zweites Mal 2021. 2024 steht der Sektor erneut auf dem Programm. Bei Paris–Roubaix 2025 wird der Sektor, in umgekehrter Fahrtrichtung, befahren.